# 브라 광장

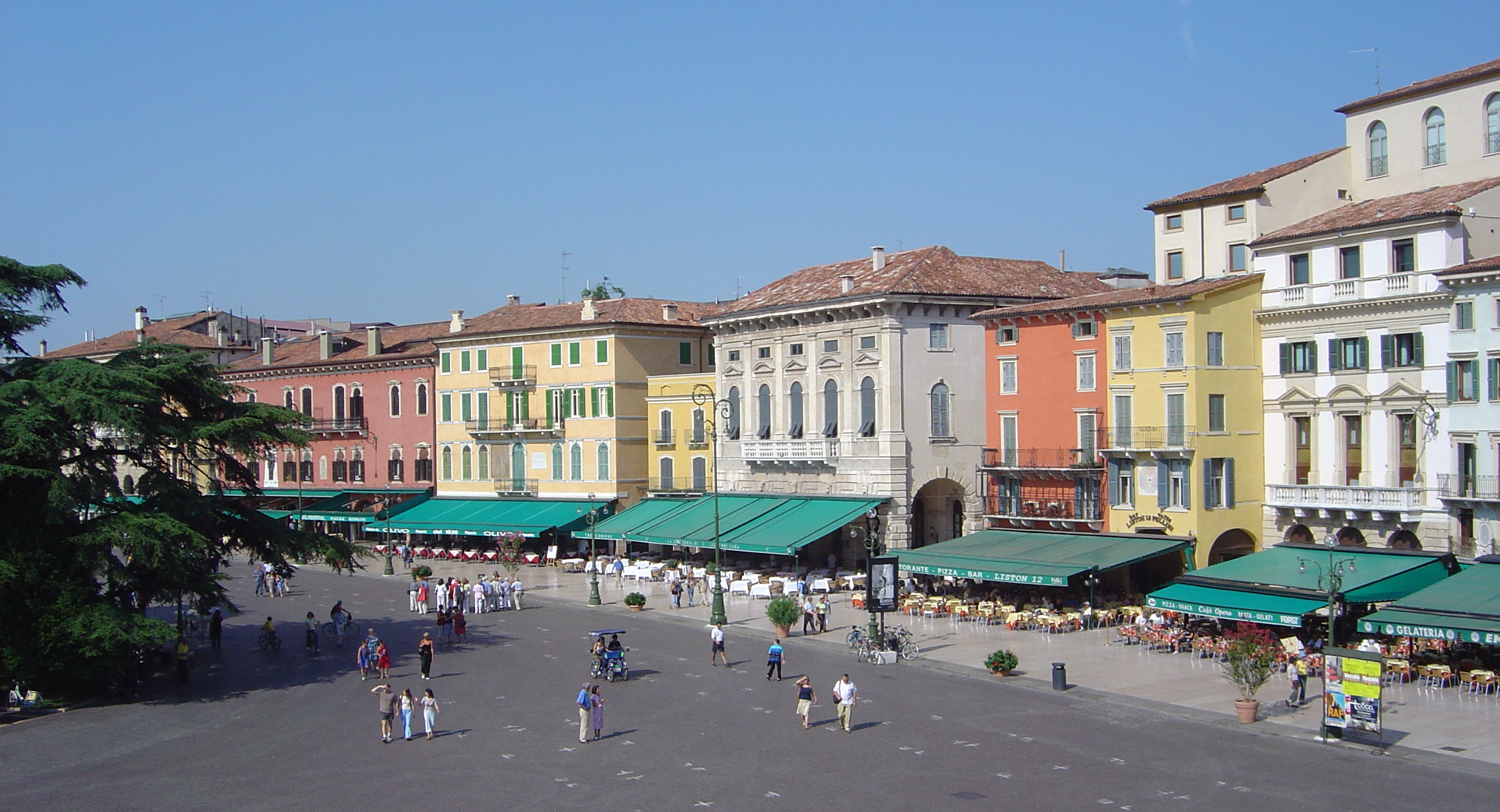
브라 광장

브라 광장(Piazza Bra)은 이탈리아 베로나에 있는 광장이다.
이탈리아 베로나에서 가장 큰 광장으로 이탈리아에서 가장 크다는 주장도 있다. 광장에는 여러 유명한 건물과 함께 수많은 카페와 레스토랑이 늘어서 있다. 거의 2000년 전에 지어진 원형 극장인 베로나 아레나는 이제 정기적인 오페라 및 현대 음악 공연이 열리는 세계적으로 유명한 음악 공연장이다. 베로나의 시청인 팔라초 바르비에리(Palazzo Barbieri)도 광장 건너편을 내다보고 있다.